# Barway
Barway – wieś w Anglii, w hrabstwie Cambridgeshire, w dystrykcie East Cambridgeshire. Leży 20 km na północny wschód od miasta Cambridge i 99 km na północ od Londynu.